# Giuseppe Barellai
Giuseppe Barellai (Firenze, 13 gennaio 1813 – Firenze, 3 dicembre 1884) è stato un patriota e medico italiano.

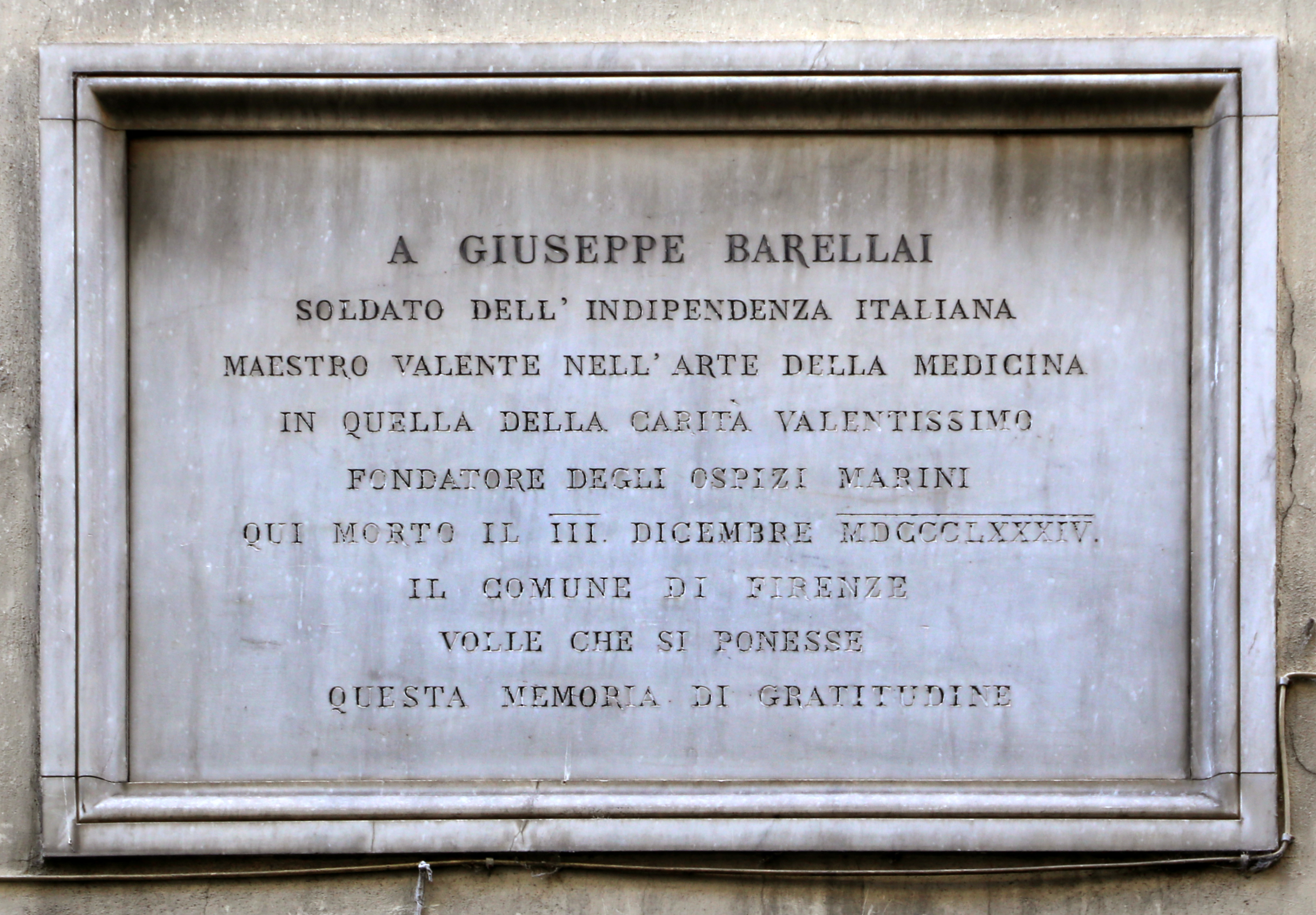
Lapide in via de' Neri 1

Nato da una famiglia di umili origini riuscì a laurearsi in medicina.
Partecipò alle battaglie di Curtatone e Montanara nel 1848 spinto dalle sue aspirazioni liberali. Nel 1856 apre il primo ospizio marino per la cura della tubercolosi, scrofolosi e rachitismo nei bambini.
Il comune di Firenze ha apposto una targa a sua memoria presso la casa in cui morì in via dei Neri.
Nel 1870 Giuseppe Barellai fu promotore per la costruzione dell'ospizio marino di Porto Santo Stefano, sul viale che oggi porta il suo nome.
Sofferente egli stesso di tubercolosi muore a Firenze nella sua abitazione nel 1884. Associato in San Giovanni viene trasferito al cimitero della Ven. Arciconfraternita della Misericordia di Firenze, il camposanto di Pinti, e ivi tumulato.